# Norbert Michelisz
Norbert Michelisz (Mohács, 8 agosto 1984) è un pilota automobilistico ungherese.

## Carriera

### Gli inizi
Michelisz fu il campione del Trofeo Suzuki Swift ungherese nel 2006, mentre nel 2007 vinse la Renault Clio Cup.
Nel 2008 partecipò alla SEAT León Supercup ungherese, dove concluse 2º. Corse anche nella SEAT León Eurocup, vincendo una gara a Monza, e si classificò 14º assoluto. Questa vittoria lo fece salire di livello e lo portò a gareggiare nel Campionato del mondo turismo, prendendo parte a due gare a Okayama per il team SUNRED Engineering che utilizzava SEAT. Dopo essersi ritirato in gara-1, concluse 16º in gara-2.
Nel 2009 fu il meglio piazzato nella corsa della León Eurocup a Porto, avendo vinto a Brands Hatch. Vinse il titolo della León Eurocup a settembre. Ciò gli consentì di ottenere un volante per SEAT Sport: una SEAT León TDI per la coppa ETCC 2009, tenutasi a Braga. Segnò la pole position e vinse la prima gara, ma la seconda venne conclusa al 5º posto, il che significò 3º posto nella classifica assoluta, dietro a James Thompson e Franz Engstler.

### 2010-2017: Trofeo Yokohama e gli inizi in WTCC
Nel 2010 completò la sua prima stagione completa con la SEAT León TDI nel team Zengõ-Dension. Ottenne il suo primo podio a Okayama in gara-1 dopo le squalifiche di Andy Priaulx e Augusto Farfus. All'ultima gara della stagione conquistò la prima vittoria in WTCC a Macao. Concluse 9º in classifica con 104 punti e vinse il Rookie Challenge.
Nel 2011 passò a una BMW 320 TC, sempre con lo stesso team. Segnò il suo unico arrivo a podio in stagione all'Hungaroring, nella gara di casa. In entrambe le gare ottenne il giro veloce e a fine stagione giunse 9º con 88 punti.
Nel 2012 vinse per la prima volta alla guida della BMW, ottenendo il successo in gara-2 all'Hungaroring di fronte al pubblico di casa.
Il 18 novembre 2012, dopo l'ultima gara di Macao, vinse il Trofeo Yokohama (campionato riservato agli indipendenti) con il team Zengő Motorsport, raggiungendo il punto più alto della storia motoristica ungherese.
Michelisz è rimasto con la squadra ungherese fino alla fine del 2015, vincendo due volte durante questo periodo: nel 2013, nel Suzuka Circuit e nel 2015 all'Hungaroring. Il 13 gennaio 2016, la Honda ha annunciato Michelisz come pilota ufficiale insieme a Robert Huff e Tiago Monteiro. Il pilota di Himesháza ha vinto in Giappone per la seconda volta; poi è arrivato quarto in classifica finale. L'anno successivo, è diventato un protagonista del campionato, ma è stato sconfitto da Thed Björk della Cyan Racing in un drammatico weekend finale in Qatar.

### 2018-: World Touring Car Cup
Il 30 gennaio 2018 è stato annunciato che Michelisz si sarebbe unito al team Hyundai BRC Racing Team come compagno di squadra di Gabriele Tarquini. La sua unica vittoria dell'anno è stata conquistata allo Slovakiaring, che lo ha aiutato a raggiungere il quarto posto in campionato mentre aiutava Tarquini a diventare il primo campione del WTCR.  
Nel 2019 ha proseguito la sua carriera con Hyundai BRC. Dopo un paio di gare, è diventato un contendente per il titolo ottenendo cinque vittorie e 10 podi durante la stagione. In un'emozionante finale a Sepang, è stato incoronato campione battendo Esteban Guerrieri. 
Nel 2020, dopo una serie di prestazioni sottotono, il campionato si conclude con meno gare del solito, non permettendo a Norbert di ottenere più di un tredicesimo posto nella classifica generale, con 93 punti ottenuti. 

## Risultati

### SEAT León Eurocup
(legenda) (Le gare in grassetto indicano la pole position) (Gare in corsivo indicano Gpv)
| Anno | Scuderia         | Vettura             | 1        | 2         | 3        | 4       | 5        | 6        | 7         | 8        | 9         | 10       | 11      | 12      | Pos. | Punti |
| ---- | ---------------- | ------------------- | -------- | --------- | -------- | ------- | -------- | -------- | --------- | -------- | --------- | -------- | ------- | ------- | ---- | ----- |
| 2008 | Zengő Motorsport | SEAT León Supercopa | SPA 1 11 | SPA 2 Rit | FRA 1 12 | FRA 2 7 | POR 1 25 | POR 2 16 | GBR 1 Rit | GBR 2 16 | GER 1 Rit | GER 2 7  | ITA 1   | ITA 2 5 | 14º  | 18    |
| 2009 | Zengő Motorsport | SEAT León Supercopa | SPA 1    | SPA 2 Rit | CEC 1 4  | CEC 2   | POR 1 7  | POR 2 1  | GBR 1     | GBR 2 3  | GER 1     | GER 2 13 | ITA 1 7 | ITA 2 1 | 1º   | 68    |

### Campionato del mondo turismo
(legenda) (Le gare in grassetto indicano la pole position) (Gare in corsivo indicano Gpv)
| Anno | Scuderia                             | Vettura            | 1        | 2        | 3         | 4         | 5        | 6         | 7        | 8         | 9        | 10        | 11        | 12      | 13        | 14       | 15        | 16        | 17        | 18        | 19       | 20        | 21        | 22        | 23        | 24        | Pos. | Punti |
| ---- | ------------------------------------ | ------------------ | -------- | -------- | --------- | --------- | -------- | --------- | -------- | --------- | -------- | --------- | --------- | ------- | --------- | -------- | --------- | --------- | --------- | --------- | -------- | --------- | --------- | --------- | --------- | --------- | ---- | ----- |
| 2008 | SUNRED Racing Development            | SEAT León TFSI     | BRA 1    | BRA 2    | MES 1     | MES 2     | SPA 1    | SPA 2     | FRA 1    | FRA 2     | CEC 1    | CEC 2     | POR 1     | POR 2   | GBR 1     | GBR 2    | GER 1     | GER 2     | EUR 1     | EUR 2     | ITA 1    | ITA 2     | GPN 1 Rit | GPN 2 16  | MAC 1     | MAC 2     | NC   | 0     |
| 2009 | SUNRED Engineering                   | SEAT León 2.0 TFSI | BRA 1    | BRA 2    | MES 1     | MES 2     | MAR 1    | MAR 2     | FRA 1    | FRA 2     | SPA 1    | SPA 2     | CEC 1     | CEC 2   | POR 1     | POR 2    | GBR 1 Rit | GBR 2 NC  | GER 1     | GER 2     | ITA 1    | ITA 2     | GPN 1     | GPN 2     | MAC 1     | MAC 2     | NC   | 0     |
| 2010 | Zengő-Dension Team                   | SEAT León TDI      | BRA 1 10 | BRA 2 9  | MAR 1 7   | MAR 2 10  | ITA 1 19 | ITA 2 8   | BEL 1 6  | BEL 2 7   | POR 1 7  | POR 2 Rit | GBR 1 9   | GBR 2 7 | CEC 1 Rit | CEC 2 14 | GER 1 8   | GER 2 11  | SPA 1 11  | SPA 2 12  | GPN 1 3  | GPN 2 7   | MAC 1 5   | MAC 2 1   |           |           | 9º   | 104   |
| 2011 | Zengő-Dension Team                   | BMW 320 TC         | BRA 1    | BRA 2    | BEL 1 7   | BEL 2 8   | ITA 1 4  | ITA 2 7   | UNG 1 2  | UNG 2 15  | CEC 1 8  | CEC 2 15  | POR 1 8   | POR 2 4 | GBR 1 NC  | GBR 2 12 | GER 1 15  | GER 2 Rit | SPA 1 7   | SPA 2 6   | GPN 1 15 | GPN 2 9   | CIN 1 11  | CIN 2 Rit | MAC 1 8   | MAC 2 9   | 9º   | 88    |
| 2012 | Zengő Motorsport                     | BMW 320 TC         | ITA 1 9  | ITA 2 8  | SPA 1 7   | SPA 2 4   | MAR 1 9  | MAR 2 Rit | SVC 1 6  | SVC 2 6   | UNG 1 7  | UNG 2 1   | AUT 1 9   | AUT 2 5 | POR 1 4   | POR 2 10 | BRA 1 9   | BRA 2 5   | USA 1 3   | USA 2     | GPN 1 13 | GPN 2 Rit | CIN 1 15  | CIN 2 24  | MAC 1 NC  | MAC 2 21† | 6º   | 155   |
| 2013 | Zengő Motorsport                     | Honda Civic WTCC   | ITA 1 8  | ITA 2 22 | MAR 1 Rit | MAR 2 15† | SVC 1 3  | SVC 2 21  | UNG 1 2  | UNG 2 8   | AUT 1 14 | AUT 2 3   | RUS 1 3   | RUS 2 5 | POR 1 Rit | POR 2 NP | ARG 1 7   | ARG 2 5   | USA 1 20  | USA 2 3   | GPN 1    | GPN 2 Rit | CIN 1 10  | CIN 2 3   | MAC 1 4   | MAC 2 Rit | 6º   | 185   |
| 2014 | Zengő Motorsport                     | Honda Civic WTCC   | MAR 1 9  | MAR 2 NP | FRA 1 7   | FRA 2 8   | UNG 1 6  | UNG 2 10  | SVC 1 3  | SVC 2 C   | AUT 1 9  | AUT 2 4   | RUS 1 9   | RUS 2 7 | BEL 1 7   | BEL 2 7  | ARG 1 2   | ARG 2 7   | PEC 1 6   | PEC 2 5   | SHA 1 5  | SHA 2 4   | GPN 1 4   | GPN 2 3   | MAC 1 2   | MAC 2 4   | 4º   | 201   |
| 2015 | Zengő Motorsport                     | Honda Civic WTCC   | ARG 1 6  | ARG 2 7  | MAR 1 8   | MAR 2 11  | UNG 1 8  | UNG 2 1   | GER 1 4  | GER 2 Rit | RUS 1 7  | RUS 2 3   | SLO 1 Rit | SLO 2 8 | FRA 1 6   | FRA 2    | POR 1 3   | POR 2 4   | GPN 1 Rit | GPN 2 14† | CIN 1 6  | CIN 2 11  | THA 1 7   | THA 2 12  | QAT 1 Rit | QAT 2 3   | 6º   | 193   |
| 2016 | Honda Racing Team JAS                | Honda Civic WTCC   | FRA 1 3  | FRA 2 3  | SVC 1 6   | SVC 2 4   | UNG 1 NP | UNG 2 10  | MAR 1 SQ | MAR 2 SQ  | GER 1 3  | GER 2     | RUS 1 10  | RUS 2 3 | POR 1 8   | POR 2 3  | ARG 1 6   | ARG 2 8   | GPN 1     | GPN 2 8   | CIN 1 2  | CIN 2 11  | QAT 1 5   | QAT 2 4   |           |           | 4º   | 213   |
| 2017 | Castrol Honda World Touring Car Team | Honda Civic WTCC   | MAR 1 5  | MAR 2    | ITA 1 NC  | ITA 2 6   | UNG 1 NC | UNG 2 4   | GER 1 7  | GER 2     | POR 1 7  | POR 2 1   | ARG 1 14  | ARG 2 1 | CIN 1 SQ  | CIN 2 SQ | GPN 1 7   | GPN 2 1   | MAC 1 5   | MAC 2     | QAT 1 9  | QAT 2 8   |           |           |           |           | 2º   | 255   |

† Non ha finito la corsa, ma è stato classificato per aver percorso il 90% o più della distanza di gara.

### Coppa del mondo turismo
| Anno | Scuderia                           | Vettura               | 1         | 2         | 3         | 4         | 5         | 6        | 7        | 8         | 9         | 10        | 11       | 12        | 13        | 14       | 15        | 16        | 17        | 18       | 19        | 20       | 21        | 22        | 23       | 24       | 25       | 26       | 27       | 28      | 29        | 30      | Pos. | Punti |
| ---- | ---------------------------------- | --------------------- | --------- | --------- | --------- | --------- | --------- | -------- | -------- | --------- | --------- | --------- | -------- | --------- | --------- | -------- | --------- | --------- | --------- | -------- | --------- | -------- | --------- | --------- | -------- | -------- | -------- | -------- | -------- | ------- | --------- | ------- | ---- | ----- |
| 2018 | BRC Racing Team                    | Hyundai i30 N TCR     | MAR 1 Rit | MAR 2 7   | MAR 3 5   | UNG 1 3   | UNG 2 6   | UNG 3 2  | GER 1 4  | GER 2 5   | GER 3 Rit | OLA 1 Rit | OLA 2 23 | OLA 3 22† | POR 1 Rit | POR 2 5  | POR 3     | SVC 1 23† | SVC 2 6   | SVC 3 1  | NIN 1 Rit | NIN 2 11 | NIN 3 5   | WUH 1 Rit | WUH 2 14 | WUH 3 14 | GPN 1 11 | GPN 2 3  | GPN 3 9  | MAC 1 5 | MAC 2 Rit | MAC 3   | 4º   | 246   |
| 2019 | BRC Hyundai N Squadra Corse        | Hyundai i30 N TCR     | MAR 1 11  | MAR 2 12  | MAR 3 8   | UNG 1 10  | UNG 2 Rit | UNG 3 2  | SVC 1 3  | SVC 2 6   | SVC 3 2   | OLA 1 Rit | OLA 2 7  | OLA 3     | GER 1     | GER 2 7  | GER 3 Rit | POR 1     | POR 2 Rit | POR 3 10 | CIN 1 4   | CIN 2 1  | CIN 3 Rit | GPN 1 13  | GPN 2 1  | GPN 3 9  | MAC 1 2  | MAC 2 10 | MAC 3 12 | MAL 1   | MAL 2 8   | MAL 3 4 | 1º   | 372   |
| 2020 | BRC Hyundai N Lukoil Squadra Corse | Hyundai i30 N TCR     | BEL 1 11  | BEL 2 8   | GER 1 DNS | GER 2 DNS | SVC 1 10  | SVC 2 6  | SVC 3 10 | UNG 1 21  | UNG 2 5   | UNG 3 10  | SPA 1 6  | SPA 2 15  | SPA 3 16  | ARA 1 16 | ARA 2 5   | ARA 3 5   |           |          |           |          |           |           |          |          |          |          |          |         |           |         | 13°  | 93    |
| 2021 | BRC Hyundai N Lukoil Squadra Corse | Hyundai Elantra N TCR | GER 1 5   | GER 2 Rit | POR 1 Rit | POR 2 3   | SPA 1 7   | SPA 2 NC | UNG 1 6  | UNG 2 14  | CEC 1 15  | CEC 2 1   | FRA 1 7  | FRA 2 6   | ITA 1 4   | ITA 2 7  | RUS 1 12  | RUS 2 8   |           |          |           |          |           |           |          |          |          |          |          |         |           |         | 8º   | 146   |
| 2022 | BRC Hyundai N Squadra Corse        | Hyundai Elantra N TCR | FRA 1 9   | FRA 2 Rit | GER 1 C   | GER 2 C   | UNG 1 12  | UNG 2 4  | SPA 1 6  | SPA 2 Rit | POR 1 4   | POR 2 5   | ITA 1 4  | ITA 2 4   | ALS 1 4   | ALS 2 4  | BHR 1 2   | BHR 2 1   | SAU 1 2   | SAU 2 4  |           |          |           |           |          |          |          |          |          |         |           |         | 4°   | 222   |

### TCR World Tour
| Anno | Scuderia                    | Vettura               | 1     | 2       | 3       | 4     | 5     | 6       | 7       | 8        | 9       | 10      | 11      | 12      | 13      | 14      | 15      | 16       | 17      | 18      | 19    | 20      | Pos. | Punti |
| ---- | --------------------------- | --------------------- | ----- | ------- | ------- | ----- | ----- | ------- | ------- | -------- | ------- | ------- | ------- | ------- | ------- | ------- | ------- | -------- | ------- | ------- | ----- | ------- | ---- | ----- |
| 2023 | BRC Hyundai N Squadra Corse | Hyundai Elantra N TCR | ALG 1 | ALG 2 8 | SPA 1 8 | SPA 2 | VAL 1 | VAL 2 4 | HUN 1 6 | HUN 2 19 | ELP 1 6 | ELP 2 7 | VIL 1 2 | VIL 2 4 | SYD 1 8 | SYD 2 4 | SYD 3 2 | BAT 1 10 | BAT 2 1 | BAT 3 5 | MAC 1 | MAC 2 8 | 1°   | 440   |

### Superstars Series
(legenda) (Le gare in grassetto indicano la pole position) (Gare in corsivo indicano Gpv)
| Anno | Scuderia         | Vettura      | 1     | 2     | 3     | 4     | 5     | 6     | 7     | 8     | 9       | 10        | 11    | 12    | 13    | 14    | 15    | 16    | 17    | 18    | Pos. | Punti |
| ---- | ---------------- | ------------ | ----- | ----- | ----- | ----- | ----- | ----- | ----- | ----- | ------- | --------- | ----- | ----- | ----- | ----- | ----- | ----- | ----- | ----- | ---- | ----- |
| 2012 | Scuderia Giudici | BMW M3 (E92) | MNZ 1 | MNZ 2 | IMO 1 | IMO 2 | DON 1 | DON 2 | MUG 1 | MUG 2 | HUN 1 3 | HUN 2 Rit | SPA 1 | SPA 2 | VAL 1 | VAL 2 | PER 1 | PER 2 | SEN 1 | SEN 2 | 25º  | 14    |

### TCR International Series
(legenda) (Le gare in grassetto indicano la pole position) (Gare in corsivo indicano Gpv)
| Anno | Scuderia | Vettura         | 1     | 2     | 3     | 4     | 5     | 6     | 7     | 8     | 9     | 10    | 11      | 12      | 13    | 14    | 15    | 16        | 17    | 18    | 19    | 20    | Pos. | Punti |
| ---- | -------- | --------------- | ----- | ----- | ----- | ----- | ----- | ----- | ----- | ----- | ----- | ----- | ------- | ------- | ----- | ----- | ----- | --------- | ----- | ----- | ----- | ----- | ---- | ----- |
| 2017 | M1RA     | Honda Civic TCR | GEO 1 | GEO 2 | BHR 1 | BHR 2 | BEL 1 | BEL 2 | ITA 1 | ITA 2 | AUT 1 | AUT 2 | UNG 1 2 | UNG 2 6 | GER 1 | GER 2 | THA 1 | THA 2 22† | CIN 1 | CIN 2 | EAU 1 | EAU 2 | 14º  | 59    |

### Risultati nel ETCR
| Anno    | Squadra              | Vettura                 | FRA | UNG | SPA | BEL | ITA | GER | Punti | Pos. |
| ------- | -------------------- | ----------------------- | --- | --- | --- | --- | --- | --- | ----- | ---- |
| 2022    | Hyundai Motorsport N | Hyundai Veloster N ETCR | 8   | 11  | 6   | 11  | 8   | 3   | 293   | 7°   |
| Legenda |                      |                         |     |     |     |     |     |     |       |      |